# Ulla-Britt Söderlund
Ulla-Britt Söderlund est une costumière suédoise née le 12 août 1943 à Växjö (Suède) et morte le 21 juillet 1985 à Copenhague (Danemark).

## Filmographie (sélection)

### Cinéma
- 1966 : La Faim (Sult) de Henning Carlsen
- 1968 : Les Filles (Flickorna) de Mai Zetterling
- 1971 : Les Émigrants (Utvandrarna) de Jan Troell
- 1972 : Le Nouveau Monde (Nybyggarna) de Jan Troell
- 1975 : Barry Lyndon de Stanley Kubrick

### Télévision
- 1978-1979 : Matador (12 épisodes)

## Distinctions

### Récompenses
- Oscars 1976 : Oscar des meilleurs costumes pour Barry Lyndon

### Nominations
- BAFTA 1976 : BAFA des meilleurs costumes pour Barry Lyndon